# Axel Östrand
Frans Axel Östrand (* 15. Mai 1909 in Örnsköldsvik; † 11. Mai 2005 ebenda) war ein schwedischer Skispringer.

## Werdegang
Östrand, der für den IF Friska Viljor startete, sprang bei der Nordischen Skiweltmeisterschaft 1934 in Sollefteå im Einzel auf der Normalschanze auf 45 und 55 Meter. Damit landete er auf Rang 20.
Zwei Jahre später startete er bei den Olympischen Winterspielen 1936 in Garmisch-Partenkirchen. Im Einzel von der Olympiaschanze landete er bei 61 und 68 Metern und erreichte damit den 22. Platz.